# Perifras
Perifras är en stilfigur som är en omskrivning av ett välbekant ord eller begrepp. I omskrivningen låter man det vanliga uttrycket ersättas av ett annat uttryck som tar sin utgångspunkt i någon egenskap hos det betecknade. Exempelvis använde sig Socialdemokraterna från 2012 av epitetet ”Framtidspartiet” vilket, då det inte är partiets officiella namn, fungerar som en perifras för partiet. På samma sätt kan smeknamn sägas vara ett slags perifras.
Stilfigurer används för att utsmycka talet, det tillhör elocutio i Partesmodellen. För att förstärka viktiga delar i talet används tre retoriska grepp: upprepning, variation och stegring. Dessa ligger till grund för de språkliga formlerna stilfigurer. När det gäller stilfiguren perifras så ingår den i variationsfigurerna. Ofta kan upprepningar göra så att en text eller ett tal låter enformigt och tråkigt, vilket därför undvikas med inslag av variation. Variation ger talet en ökad uttryckskraft då det stärker ett inslag kontrastivt. Perifraser kan bidra till ökad variation genom att, enligt exemplet ovan, inte ständigt hävda att ”Socialdemokraterna står för framtidstro”, utan också använda alternativa uttryckssätt för samma tanke. Genom perifrasen Framtidspartiet uttrycks tanken på Socialdemokraterna som ett parti för framtidstro indirekt.
Syftet med en perifras är att lyfta fram det som till exempel är bra eller positivt i ett parti, så att publiken får höra dess bra egenskaper på flera olika sätt. En perifras är effektiv för att man säger samma sak, med nästan identiska ord, utan att tråka ut sin publik. En hederstitel kan också vara en perifras. Ett exempel på detta är när Cicero, efter att som konsul ha slagit ner upprorsmakaren Catilinas försök att ta makten i Rom, av senaten tilldelades hederstiteln ”fosterlands fader”. På samma sätt fick Aristoteles äran att bli omtalad som ”Filosofen”. I dagligt tal är perifraser vanligen tillfälliga. I Richmal Cromptons böcker om buspojken Bill förekommer fröken Chesterfield, en fågelvän som i boken aldrig använder ordet ”fågel”, utan talar istället till exempel om ”våra befjädrade vänner”, ”tvåbenta älsklingar” eller ”små bevingade bröder”.